# Buttler János
Buttler János (Erdőtelek, 1773. február 25. – Dobóruszka, 1845. május 3.) magyar gróf, mecénás. Róla mintázta Mikszáth Kálmán Különös házasság című regényét, egy a valóságot alaposan kiforgató elbeszélés alapján.

## Élete
A Buttler család írországi eredetű, német-római birodalmi főnemesi família, a 17. században települt Magyarországra báró Buttler N. személyében, aki az egri vár kapitánya volt a török kiűzése után.
Buttler 17 éves korában megismerkedett gróf Döry Gábor legidősebb leányával, Katalinnal. Beleszeretett a szép fiatal lányba, és 1792-ben el is jegyezte. Szerződésükben a mindössze 19 éves gróf így nyilatkozik: „szabad akaratombul és egyenes szívbéli indulatomtul viseltetvén, s eljegyezvén magamnak örökös hitves társamnak”. Ezután egy hónappal édesapja meghalt, s ő óriási vagyont örökölt Ung vármegyétől Torontál vármegyéig, elsősorban földbirtokokat. Abban a korban még kiskorúnak számított, így szerelmét csak püspöki engedéllyel vehette volna el, amit könnyelmű természetét ismerve, nem kapott meg. Birtokai gondnokának, Fáy Bertalannak (a regényben Fáy István) a segítségével 1792. augusztus 20-án mégis megtarthatták az esküvőt a girincsi plébániatemplomban a Szent István-napi nagymise keretében. Egy darabig nagy boldogságban éltek, gyermekük azonban halva született. Az ebből fakadó reménytelenség feldúlta családi életüket. Ezt tetézte a féltékenység, amelyre okot elsősorban a fiatal férj adott, aki a házastársi hűséget nem tartotta magára nézve kötelezőnek. Házasságuk így megromlott, különköltöztek, de a fiatalasszony kérelmezte házassági életközösségük helyreállítását az egri püspöki szentszéknél, amely kötelezte is erre a férjet. Egy időre összeköltöztek, de az ifjú gróf erkölcsei mit sem változtak; nem becsülte meg, sőt meggyűlölte feleségét, miközben állandóan zsarnokoskodott is felette. 1803 decemberében a csanádi püspöki szentszék ítéletében őket „ágytól és asztaltól” elválasztotta, Buttlert pedig méltányos apanázs fizetésére kötelezte.
A grófot egyre jobban bántotta, hogy nincs örököse, ezért kívánt megszabadulni házassági kötelékeitől. A katolikus egyház egy szabályosan megkötött házasságot nem bont fel, és így nem járul hozzá újabb házassághoz, s a polgári házasság akkor még nem volt törvénybe iktatva. Így házasságuk érvényességének megtámadása nem kecsegtetett eredménnyel, ezért ravasz ügyvédje, Sávoly Sámuel azt javasolta, hogy hamis tanúk bevetésével kellene bizonyítani, hogy 35 évvel korábban kötött házasságukat erőszakkal kényszerítették ki. 1827 áprilisában kérte a Pyrker János László egri érsek vezette egyházi bíróságot, hogy azt érvénytelenítse. A bíróság éveken keresztül hallgatott meg tanúkat, de az érvénytelenséget nem sikerült bizonyítaniuk. 1831. június 30-i ítéletében a szentszék a házasságot „önként és szabadon köttetettnek, érvényesnek és törvényesnek” nyilvánította. A pereskedés, fellebbezés folytán az esztergomi prímási szentszéknél folytatódott, amely az elsőfokú bíróság ítéletét helybenhagyta. Buttler ezután Rómába, az Apostoli Szentszékhez fellebbezett, de ott sem járt sikerrel.
Mikszáth történetének „alapja” Bernáth Dezső országgyűlési képviselőtől származik, aki a regényben szereplő Bernáth Zsigának a fia volt. Bevallása szerint ezt a történetet maguktól a szereplőktől hallotta, illetve régi levelekben olvasta. Szerinte az esemény a Sárospataktól nem messze fekvő Bodrogolasziban játszódott le a 19. század legelején, és a történtek után Buttler János harminchat éven át pereskedett az egyházi hatóságok előtt, de házasságát nem tudta érvényteleníttetni. Mikszáth jóhiszeműen hitelt adott ennek a történetnek, és ez lett az alapja izgalmas és érdekes regényének. Mára köztudott, hogy Bernáth Dezső adatai jórészt hamisak voltak, és csak mendemonda volt, hogy a grófot erőszakkal kényszerítették házasságra. Ezt bizonyítja dr. Dőry Ferenc: Gróf Buttler János házassága című, tudományos alapossággal megírt könyve, amely 1931-ben jelent meg Pécsett.
Buttler János gróf utódok nélkül 1845-ben, életének 73. esztendejében Dobóruszkán halt meg. Utolsó éveiben bosszúból a református vallásra tért át, s annak gyülekezeteit (Palágy, Székesfehérvár), tanintézeteket (Fehérvárcsurgó, Losonc, Máramarosi Református Jogakadémia) támogatta, és 126 ezer forintot ajánlott fel a tervezett Magyar Királyi Honvéd Ludovika Akadémia alapítására, miközben az évi ötezer pengő forintos asszonytartást fizette. Halála után megmaradt birtokait gróf Buttler Sándor volt bajor királyi főhadnagy örökölte, aki részt vett az 1848–49-es forradalom és szabadságharcban az Ung vármegyei önkéntes nemzetőr osztály parancsnokaként.
Mikszáth hitelt adott az anekdotaszerű történeteknek, saját költői szabadságával írta meg regényét. Művét a kommunizmus éveiben egyházellenes propagandára használták fel, és alapul szolgált a római katolikus egyház elleni aljas rágalomhadjáratnak. Paál Zsolt szerint művével Mikszáth „közel került ahhoz a fenyegető liberalizmushoz, amely pestisjárványként dúlta fel Magyarország szellemi és irodalmi életét a XX. század legelején”.